# Nationaal Park Shuklaphanta
Nationaal Park Shuklaphanta (Nepalees: शुक्लाफाँट वन्यजन्तु आरक्ष; voorheen: Wildreservaat Royal Shuklaphanta en Wildreservaat Shuklaphanta) is een nationaal park in het uiterste westen van Nepal. De zuid- en westgrens van het nationaal park wordt gevormd door de internationale grens met India. Shuklaphanta vormt hier een aaneengesloten beschermd gebied met het in Uttar Pradesh gelegen Wildreservaat Kishanpur. In het noorden van Shuklaphanta is een ecologische doorsteek gecreëerd zodat wilde dieren ook kunnen migreren naar de Siwaliks, een middelgebergte dat deel uitmaakt van de Himalaya. De oostgrens wordt gevormd door de rivier Syali.

## Kenmerken
Shuklaphanta werd in 1976 officieel opgericht als wildreservaat en had destijds een oppervlakte van 155 km². In 1981 werd dit uitgebreid naar een oppervlakte van 305 km². Een gebied ter grootte van 243,5 km² rondom het reservaat werd in 2004 als bufferzone ingesteld. Nadien, op 26 december 2016 werd de status van Shuklaphanta verheven van wildreservaat naar nationaal park. Het nationaal park is gelegen in de Terairegio en wordt voor 54,7% bedekt door gemengde loofbossen, subtropische graslanden en riviervlakten. De overige delen bestaan uit vochtige tropische bossen en savannen. De twee laatstgenoemde vegetatietypen zitten in het middenstadium van de ecologische successie en worden sterk beïnvloedt door branden en overstromingen.

## Zoogdieren
Shuklaphanta werd opgericht om het zeldzame Noord-Indisch barasinghahert (Rucervus duvaucelii duvaucelii) te beschermen. Het nationaal park huisvestte ongeveer 900 barasinghaherten toen het wildreservaat werd opgericht. Anno 2014 was dit aantal toegenomen tot 2.301 exemplaren. Andere bedreigde en zeldzame dieren die in Shuklaphanta aangetroffen kunnen worden zijn onder meer de Indische olifant (Elephas maximus indicus), Bengaalse tijger (Panthera tigris tigris), Indische panter (Panthera pardus fusca), marmerkat (Pardofelis marmorata), vissende kat (Prionailurus viverrinus), lippenbeer (Melursus ursinus), slanke otter (Lutrogale perspicillata), Indisch wild zwijn (Sus scrofa cristatus) en axishert (Axis axis).
In het jaar 2000 is men begonnen met het herplaatsen van Indische neushoorns (Rhinoceros unicornis) uit Nationaal Park Chitwan naar Nationaal Park Shuklaphanta. Bij een telling in het voorjaar van 2015 werden er acht individuen waargenomen.

## Vogels
Het nationaal park is ook het leefgebied van de ernstig bedreigde baardtrap (Houbaropsis bengalensis). Andere bijzondere vogelsoorten die in Shuklaphanta leven zijn onder meer de moerasfrankolijn (Francolinus gularis), wrattenibis (Pseudibis papillosa), Indische nimmerzat (Mycteria leucocephala), Javaanse maraboe (Leptoptilos javanicus), dunsnavelgier (Gyps tenuirostris), Bengaalse gier (Gyps bengalensis) en de saruskraanvogel (Grus antigone).